# Elephantomyia (Elephantomyia) satura
Elephantomyia (Elephantomyia) satura is een tweevleugelige uit de familie steltmuggen (Limoniidae). De soort komt voor in het Afrotropisch gebied.